# Marcy, Nièvre
Marcy este o comună în departamentul Nièvre din centrul Franței. În 2009 avea o populație de 162 de locuitori.

## Evoluția populației
| An        | 1975 | 1982 | 1990 | 1999 | 2006 | 2009 |
| --------- | ---- | ---- | ---- | ---- | ---- | ---- |
| Populație | 154  | 140  | 124  | 147  | 159  | 162  |